# Aucapata
Aucapata è un comune (municipio in spagnolo) della Bolivia nella provincia di Muñecas (dipartimento di La Paz) con 4 049 abitanti (dato 2010).

## Cantoni
Il comune è suddiviso in due cantoni (popolazione al 2001):
- Aucapata - 2 477 abitanti
- Pusillani - 1 669 abitanti